# Calesia invaria
Calesia invaria là một loài bướm đêm trong họ Erebidae.